# Franciszek Maserak
Franciszek Maserak (ur. 29 lipca 1897 w Biskupicach, zm. 22 marca 1968 w Zielonej Górze) – marynarz armii niemieckiej, żołnierz armii wielkopolskiej i starszy marynarz Marynarki Wojennej (II RP), uczestnik I wojny światowej i wojny polsko-bolszewickiej. Kawaler Orderu Virtuti Militari.

## Życiorys
Urodził się w rodzinie Antoniego i Jadwigi z d. Nowaczyk. Absolwent szkoły powszechnej. Członek Towarzystwa Gimnastycznego „Sokół”. Zmobilizowany w styczniu 1916 do marynarki Cesarstwa Niemieckiego. Zwolniony w lutym 1919. Następnie internowany w obozie Havelberg, z którego zbiegł. Od 13 czerwca 1919 brał udział w powstaniu wielkopolskim w szeregach kompanii sanitarnej w Poznaniu. Od marca 1920 marynarz w Flotylli Pińskiej walczył aż do Łojewa nad Dnieprem. Odesłany do Modlina z powodu choroby. Następnie w Flotylli Wiślanej na statku „Stefan Batory”, na którym walczył podczas wojny polsko-bolszewickiej.
Szczególnie zasłużył się 18 sierpnia 1920 pod Płockiem, kiedy „podczas ostrzeliwania jednostki przez artylerię bolszewicką został ranny, trwał jednak na stanowisku przy armacie. Po otrzymaniu rozkazu opuszczenia statku, zdjął celownik i zamek z obsługiwanej armaty i wyniósł na ląd. /.../ wyniósł z wody ciężko rannego marynarza Skrzypczaka i doniósł go do punktu opatrunkowego”. Za tę postawę został odznaczony Krzyżem Srebrnym Orderu Wojskowego Virtuti Militari.
Służył też na statku „Warneńczyk”. Zwolniony z wojska 27 października 1921. Następnie wyjechał do Francji w poszukiwaniu pracy. Wrócił do Polski w 1934. Pracował w PKP aż do wybuchu wojny. 
W czasie kampanii wrześniowej brał udział w walkach nad Bzurą i obronie Warszawy. Po zakończeniu walk wrócił do Poznania. Podczas okupacji niemieckiej brał udział w akcjach sabotażowych. Po 1945 pracował w Zielonej Górze, jako zastępca komendanta Służby Ochrony Kolei. Zmarł w Zielonej Górze, został pochowany na cmentarzu w Poznaniu.

## Życie prywatne
Żonaty z Marianną Górską. Mieli troje dzieci.

## Ordery i odznaczenia
- Krzyż Srebrny Orderu Wojskowego Virtuti Militari nr 4179[2] – 1921[4]